# Schloßbergmuseum Chemnitz

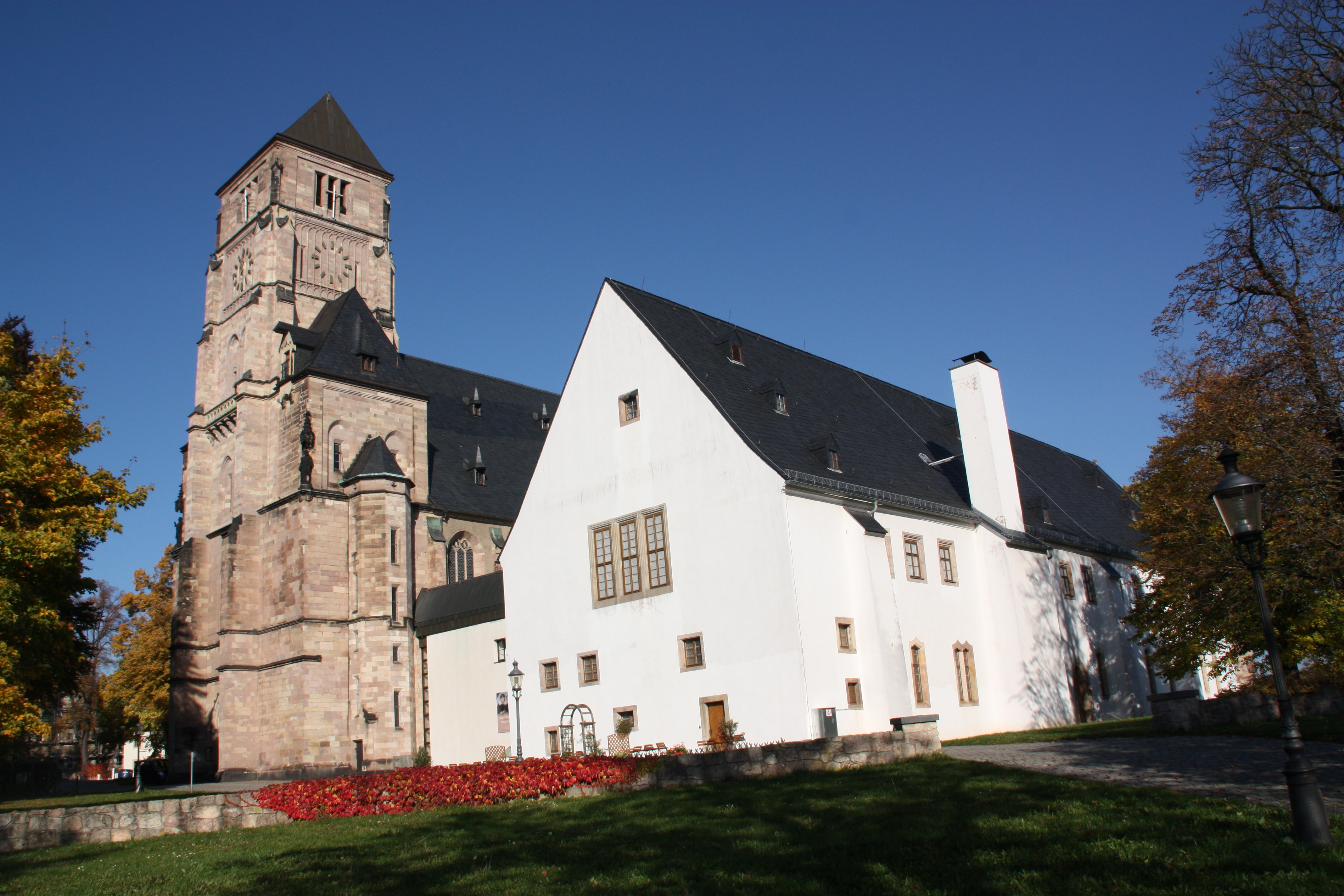
Schloßbergmuseum und Schloßkirche

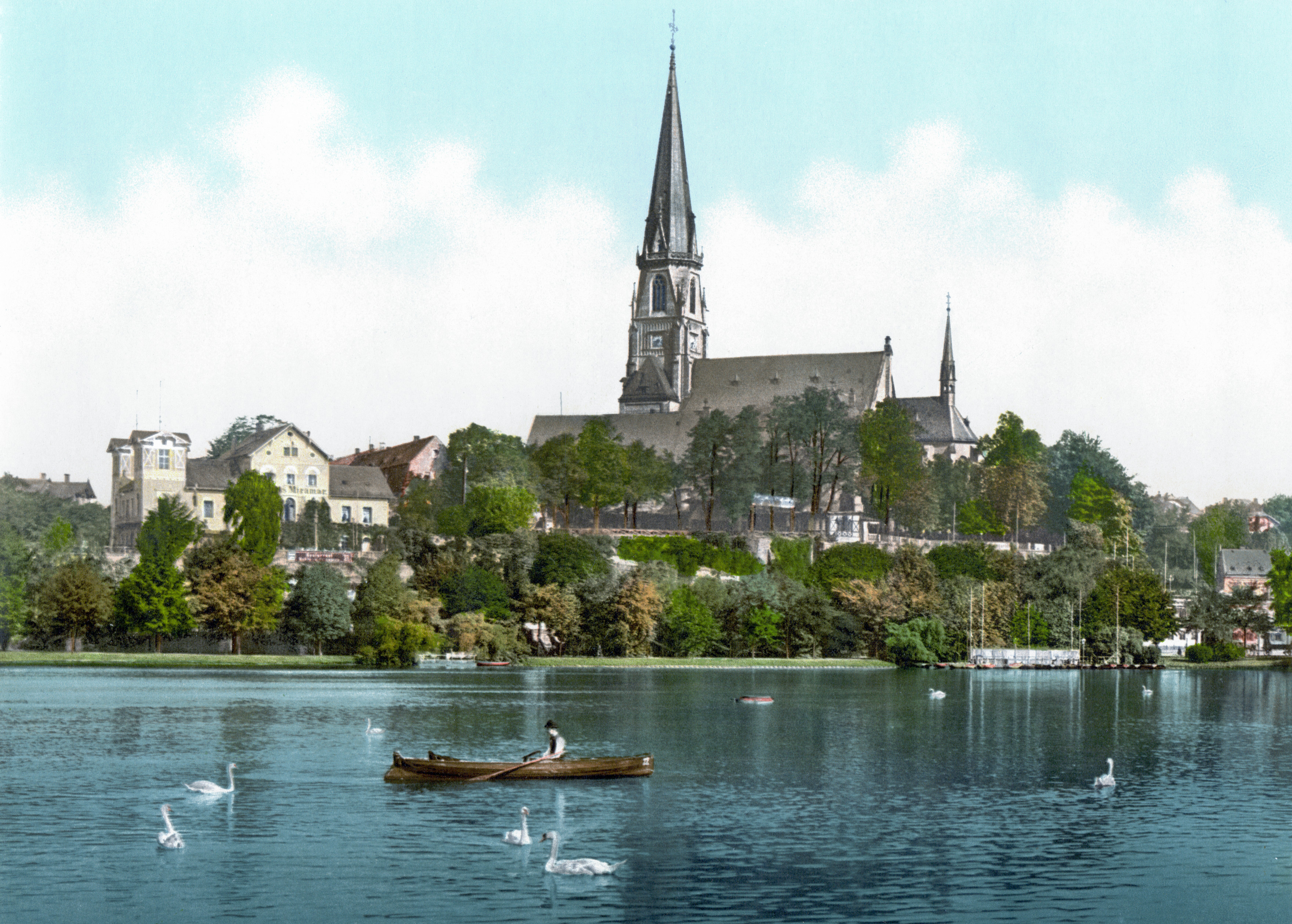
Blick über den Schloßteich zum Schloßberg um 1900; links das Restaurant „Schloß Miramar“, mittig die Kloster- und Schloßkirche

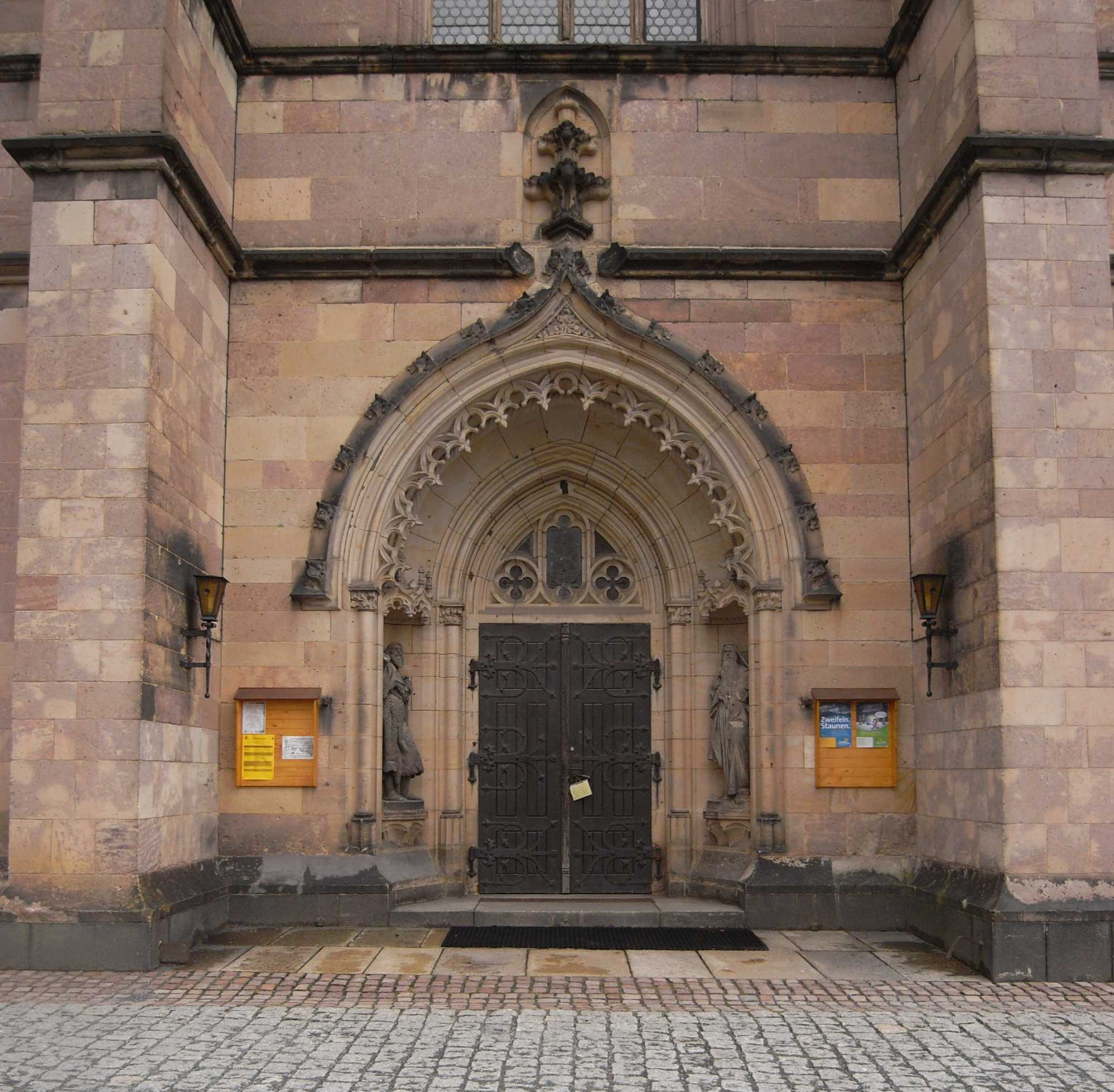
Portal der Schloßkirche

Das Schloßbergmuseum ist das Museum für Stadtgeschichte der Stadt Chemnitz. Es befindet sich im Stadtteil Schloßchemnitz auf dem Gelände eines alten Benediktinerklosters, das Kaiser Lothar III. um 1136 auf einem Berg in der Nähe der Chemnitz anlegen ließ. Die Burg Rabenstein ist eine Außenstelle.

## Geschichte
Das Kloster St. Marien bestand fast 400 Jahre lang und wurde wiederholt umgebaut. Der letzte Umbau im Stile der Spätgotik fand unter dem vorletzten Abt Heinrich von Schleinitz zwischen 1488 und 1522 statt. Das Kloster wurde als eine der Folgen der Reformation aufgelöst. Um 1540 verließen die Benediktiner das Gebäude, das an den sächsischen Kurfürsten fiel. Einige der ehemaligen Mönche, die bleiben wollten, durften den Orden verlassen und dort auf Lebenszeit leben. Der ehemalige Abt Hilarius übernahm die Besitzverwaltung bis 1546. Ihm folgte der kurfürstliche Amtsschösser Barthel Lauterbach. Unter Moritz wurden durch Lauterbach umfangreiche Umbauten veranlasst, das Gebäude wurde Gebietsverwaltung und Jagdschloss.
Anfang des 18. Jahrhunderts gingen die Gebäude in Privateigentum über. Es entwickelte sich auf Grund seiner reizvollen Lage zu einem beliebten Ausflugsort mit Biergarten und Kegelbahnen.
1928 überließ die Stadt Chemnitz dem 1872 gegründeten „Verein für Chemnitzer Geschichte“ das Schloss nach aufwendigen Restaurierungen als Ausstellungsort für die Vereinssammlung. 1931 wurde das neue Stadtmuseum eröffnet.
Die Schloßkirche erlitt 1945 Bombenschäden am neogotischen Turmhelm, am Dach und der Nordfassade. Schadenbeseitigung und vereinfachter Turmabschluss erfolgten 1946 bis 1949, die Restaurierung des Innenraums 1950 bis 1957. Alle anderen Anlagen überstanden den Zweiten Weltkrieg nahezu unbeschädigt, wurden jedoch 1979 im Zuge von Renovierungsarbeiten geschlossen.
Nach einer Neukonzeption unter Thomas Schuler öffnete das Museum 1995 erneut seine Tore. Direktor ist bis Juli 2024 Uwe Fiedler, ihm folgt Stefan Thiele.

## Sammlung und ausgewählte Exponate
Das Museum beherbergt eine bedeutende Sammlung gotischer sakraler Kunst.

### Heiliges Grab
Als Heiliges Grab werden Kenotaphe Christi bezeichnet. Im Schloßbergmuseum Chemnitz steht ein Heiliges Grab aus der Stadtkirche St. Jakobi, das einer gotischen Kathedrale nachempfunden ist. Es wurde um 1500 für die Jakobikirche hergestellt. An ihm stehen auf Konsolen vollplastische Figuren: Josef von Arimathäa, Nikodemus, Maria, ihre Schwester Maria Kleophae, Maria Magdalena und die beiden Apostel Johannes Evangelista und Petrus. Die Figuren auf den Eckkonsolen sind nicht erhalten. Außerdem fehlt der Korpus Christi, der mit beweglichen Armen und Beinen ausgestattet war, damit er symbolisch gekreuzigt, vom Kreuz abgenommen und beigesetzt werden konnte. Dieses war wohl ursprünglich mobil und konnte von seinem Standort, vermutlich in einem der Nebenräume, anlässlich der Kar-Liturgie in den kirchlichen Hauptraum gezogen werden.

### Epitaph des Hauptmanns Peter Pfefferkorn

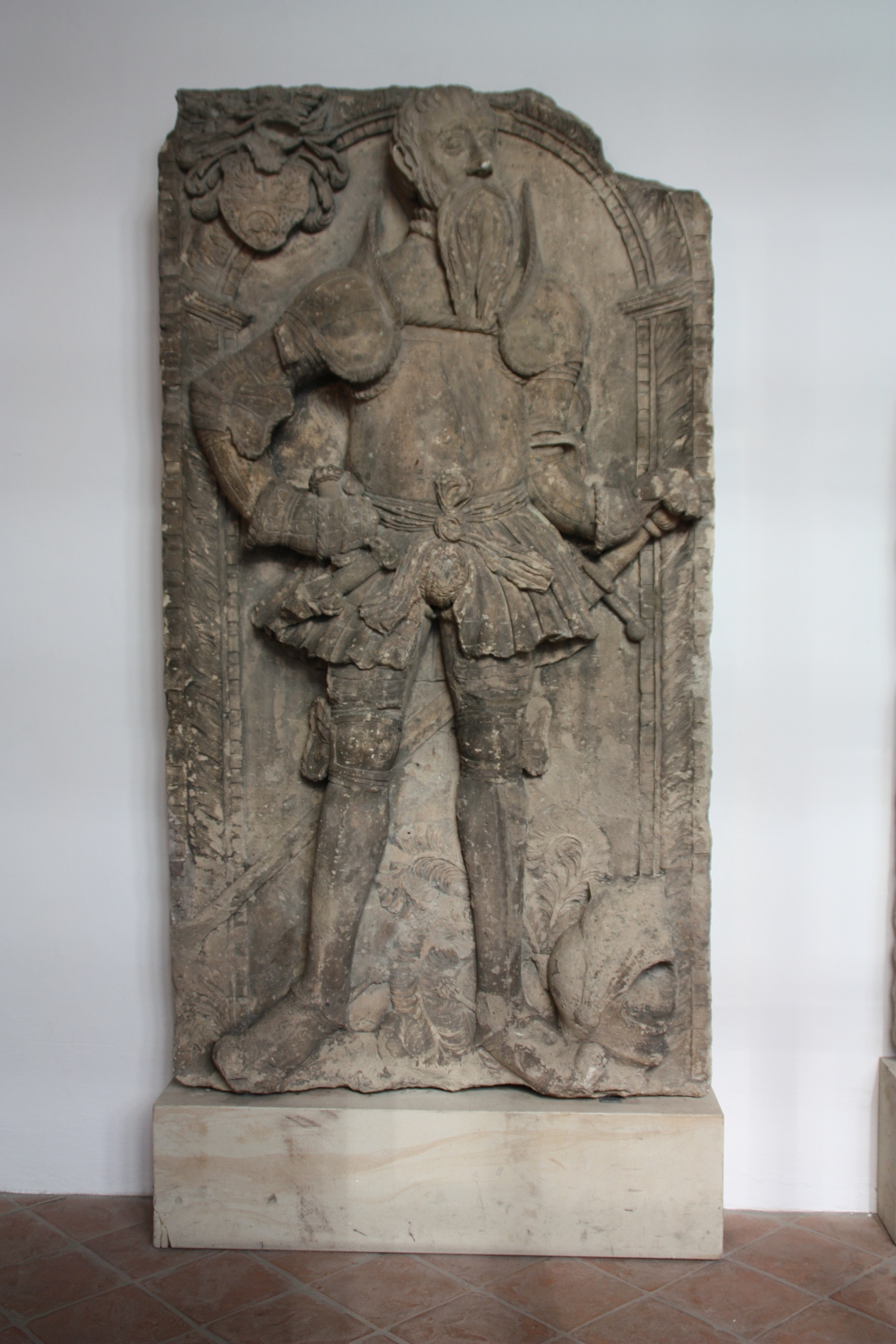
Epitaph des Hauptmanns Peter Pfefferkorn

Peter Pfefferkorn war ein in der Mitte des 16. Jahrhunderts aktiver Hauptmann, der auf Grund seiner Verdienste in den Türkenkriegen von Kaiser Karl V. geadelt wurde. Sein Epitaph gehört zu den kunsthistorisch bedeutenden Renaissance-Plastiken im Freistaat Sachsen. Sie besteht aus Chemnitzer Porphyrtuff und zeigt Pfefferkorn in einem ganzfigürlichen Relief als Feldhauptmann. Die Platte ist 180 cm hoch, 97 cm breit und 22 cm tief. Pfefferkorn wird als selbstbewusster, bärtiger, alter Mann in Rüstung dargestellt. Unten rechts zu seinen Füßen steht der abgesetzte Visierhelm mit Helmbusch. Die Figur tritt aus einem als Relief ausgeführten Rundbogen mit Renaissanceornament. Die linke Hand greift nach dem Dolchgehänge, die rechte stützt sich auf den Schwertknauf. Oben links am „Portal“ ist das Wappen des Verstorbenen angebracht, das Adler, Halbmond und drei Sterne mit Helmzier zeigt und so auf seine Erhebung in den Adelsstand verweist.
Das Werk ist von seiner stadt- und kunstgeschichtlichen Bedeutung her vergleichbar mit der Platte des Bürgermeisters Matthes Arnold. Hier ist ebenso die gute Qualität der Plastik hervorzuheben, die auf einen überdurchschnittlichen Bildhauer hinweist. Vergleiche bieten sich in stilistischer Hinsicht zur Grabplatte des Tham Pflugk in der Laurentiuskirche zu Pegau und zu der des Andreas Pflugk in Knauthain an, die ebenfalls eine ganzfigürliche „Rittergestalt“ mit Visierhelm zu Füßen zeigt. Die kunsthistorische Forschung schreibt das Werk daher zumeist dem kursächsischen Bildhauer und Baumeister Paul Speck zu.